# Комплаентность
Комплаентность (от англ. patient compliance), приверженность лечению — степень соответствия между поведением пациента и рекомендациями, полученными от врача.
Приверженность пациента к лечению может проявляться как в отношении приёма препаратов, так и в других врачебных назначениях, но чаще этот термин используется именно по отношению к фармацевтическим препаратам. В отношении других указаний врача чаще используется термин «приверженность к терапии» (англ. adherence to therapy), который означает «соблюдение указаний врача». Комплаентность определяется множеством факторов, среди которых:
- Удобство приёма препарата. Чем меньше приёмов в сутки и меньше комбинаций/сочетаний/прочих условий приёма, тем проще пациенту будет соблюдать приём препарата.
- Озабоченность собственным заболеванием. Если пациент не считает своё заболевания достойным внимания, реально существующим, излечимым и т. д., то и принимать лекарства по этому поводу он не будет.
- Контакт врача и пациента. Если врач не смог найти с пациентом «общий язык», то комплаентность снижается.
- Престиж лечения и медицины в обществе в целом и в глазах пациента в частности. Если пациент не уважает врача и медицинское сообщество, то низкий уровень доверия будет подрывать комплаентность.
- Вторичные выгоды от заболевания (например, получение денежных выплат, пособий, льгот по инвалидности) будут снижать комплаентность, даже если они не осознаны.
- Психические расстройства любого уровня: от невротических тревожно-депрессивных реакций на факт наличия заболевания, требующего лечения до психотических расстройств и умственной отсталости.
- Тяжесть побочных эффектов на фоне приема препарата, побуждающих пациента прекратить терапию. Особенное значение это имеет при лечении пациентов с ВИЧ-инфекцией комбинацией антиретровирусных препаратов (ВААРТ), а также при лечении онкологических больных.